# Immunoassaig
Un immunoassaig és un conjunt de tècniques immunoquímiques analítiques de laboratori que tenen en comú l'usar complexos immunes, és a dir els resultants de la conjugació de anticossos i antígens, com a referències de quantificació d'un anàlit (substància objecte d'anàlisi) determinat, que pot ser l'anticòs (Ac) o un antigen (Ag), usant per al mesurament una molècula com a marcador que fa part de la reacció amb el complex immune a la prova o assaig químic.
La tècnica es basa en la gran especificitat i afinitat dels anticossos pels seus antígens específics i es fan servir els anticossos monoclonals (obtinguts al laboratori) o de sèrums policlonals (obtinguts d'animals), sent més específics els monoclonals.
La seva gran sensibilitat i especificitat permet la quantificació de compostos presents en líquids orgànics en concentració reduïda, de l'ordre de nanograms/ml o de picograms/ml.
El desenvolupament de l'immunoassaig ha tingut gran impacte en el camp de la diagnosi mèdic mitjançant proves de laboratori o química clínica.

## Història
A Rosalyn Sussman Yalow i Solomon Berson se'ls atribueix el desenvolupament dels primers immunoassaigs en la dècada de 1950. Yalow va acceptar el Premi Nobel de Medicina o Fisiologia el 1977 pel seu treball en inmunoassaigs, convertint-se en la segona dona nord-americana a guanyar el premi.
Els immunoassaigs es van tornar considerablement més simples de realitzar i més populars quan es van demostrar tècniques per enzims lligades químicament a anticossos a finals de la dècada de 1960.
El 1983, el professor Anthony Campbell de la Universitat de Cardiff va reemplaçar el iode radioactiu utilitzat en el immunoassaig per un èster de acridinio que produeix la seva pròpia llum: la quimioluminiscència. Aquest tipus d'immunoassaig s'utilitza ara en al voltant de 100 milions de proves clíniques cada any a tot el món, el que permet als metges mesurar una àmplia gamma de proteïnes, patògens i altres molècules en mostres de sang.
El 2012, la indústria de immunoassaigs comercials guanyar US $ 17000000000 i es pensava que tenia perspectives d'un creixement anual lent en el rang de el 2 a el 3 per cent.

## Tipus

### Per la tècnica de mesurament
- Competitiu: el Antigen (Ag) objecte del mesurament competeix amb un antigen marcat per un anticòs (Ac). Es mesura per la quantitat de l'antigen marcat sense conjugar que es considera és inversament proporcional a l'analit.

- No competitiu (anomenat també tipus sandvitx): el Ag de la mostra reacciona amb dues Ac diferents que es fixen a diferents parts de l'Ag. Un dels Ac generalment està en suport sòlid per facilitar la separació de la fracció lligada, i l'altre Ac porta la marca. Es mesura per la quantitat de el marcador considerant que és directament proporcional a la quantitat de l'analit.

### Pel medi on es realitza el mesurament
- Homogeni: En aquest tipus d'assaig senyal generat per la unió de l'antigen i l'anticòs es mesura directament en el mateix mitjà que s'utilitza per afavorir la formació del complex immune.

- Heterogeni: En aquest tipus d'assaig senyal generat per la unió de l'antigen i l'anticòs es mesura en un mitjà diferent que l'utilitzat per a la unió del complex immune, generalment impliquen una etapa intermèdia de rentat per eliminar interferències.

Es considera que els immunoassaigs amb format homogeni no competitiu són els més sensibles i específics.

### Pel marcador
- Radioimmunoassaig (RIA) : El marcador és un isòtop radioactiu.
- Enzimoinmunoanàlisi (EIA): el marcador és un enzim com ara la tècnica de enzimoimmunoassaig conegut per la seva abreviatura ELISA.
- Fluoroinmunoanàlisi: el marcador és una molècula fluorescent, per exemple FPIA .
- Assaig Inmunoquimioluminiscent: la marca és en general un enzim capaç de catalitzar una reacció quimioluminiscent. Són tant o més sensibles que els radioinmunoassaigs, i no presenten riscos de manipulació de substàncies radioactives. En contraposició estan poc desenvolupats i no sempre és possible aplicar-los.

## Proves clíniques
Una àmplia gamma de proves mèdiques són immunoassaigs, anomenats inmuno-diagnòstics en aquest context. Moltes proves d'embaràs casolanes són immunoassaigs, que detecten el marcador d'embaràs gonadotropina coriònica humana. Altres immunoassaigs clínics inclouen proves que mesuren els nivells de CK-MB per avaluar la malaltia cardíaca, insulina per avaluar la hipoglucèmia, antigen prostàtic específic (PSA) en el maneig de patologia prostàtica i alguns també s'usen per la detecció i / o mesurament quantitatiu d'alguns compostos farmacèutics.

## Usos
- Mesura de nivells d'hormones: per exemple el mesurament de nivells de hormones tiroïdals o de estrògens
- Mesura de metabòlits en sèrum la quantitat o presència són indicis de dany cel·lular: Per exemple el mesurament de marcadors biològics miocàrdics com les troponines
- Detecció de virus: per exemple dels causants de hepatitis i la seva individualització
- Detecció de l'càncer o de cèl·lules tumorals: a través de les seves proteïnes o marcadors tumorals, alliberats en el sèrum dels pacients.
- Detectar exposició a agents infecciosos: per exemple de rubèola o toxoplasmosi en dones embarassades o en persones inmunosuprimides.
- Detecció de metabòlits indicadors de problemes fisiològics, per la seva presència o quantitat excessiva, a la sang : Per exemple en cas d'anèmia es mesura nivells de ferritina.
- Mesurar nivells de medicaments, drogues objecte d'abús i toxines en sang.